# Sorsdöntő lövés
A Sorsdöntő lövés (eredeti cím: Shots Fired) 2017-ben bemutatott amerikai televíziós bűnügyi drámasorozat. A főbb szerepekben Sanaa Lathan, Stephan James és Stephen Moyer látható.
A tízrészes minisorozatot a Fox tűzte műsorra 2017. március 22. és május 24. között.

## Összefoglaló
A Szövetségi Igazságügyi Minisztérium vizsgálatot indít, miután rendőrök lelőnek egy fegyvertelen afroamerikai tizenévest. Hamarosan a gyilkosság mögött egy lehetséges összeesküvésre bukkannak.

## Szereplők

### Főszereplők
- Sanaa Lathan – Ashe Akino nyomozó
- Stephan James – Preston Terry ügyész
- Stephen Moyer – Calvert Breeland
- Will Patton – Daniel Platt sheriff
- Tristan Wilds – Joshua Beck seriffhelyettes
- Aisha Hinds – Janae James lelkipásztor
- DeWanda Wise – Shameeka Campbell
- Clare-Hope Ashitey – Kerry Beck
- Conor Leslie – Sarah Ellis kormányzó
- Richard Dreyfuss – Arlen Cox

### Mellékszereplők
- Helen Hunt – Patricia Eamons kormányzó
- Jill Hennessy – Alicia Carr
- Beau Knapp – Caleb Brooks seriffhelyettes
- Kylen Davis – Shawn Campbell
- Edwina Findley – Shirlane
- Marqus Clae as Cory – szemtanú
- John Beasley – Mr. Dabney
- Mike Pniewski – Julian Carroll
- Laila Lockhart Kraner – Kai Cano
- Angel Bonanni – Javier Cano
- Jacob Leinbach – Jesse Carr
- Brett Cooper – Tess Breeland
- Yohance Myles – Leon Grant
- Markice Moore – Lyndon
- David Shae – az ügyet elsimítani próbáló rejtélyes férfi

### Vendégszereplők
- Shamier Anderson – Maceo Terry
- Antonique Smith – Kiana
- Lorraine Toussaint – Carole Moore
- Kelvin Harrison Jr. – Joey Campbell
- Wes McGee – Derkin rendőrőrmester
- Britt Rentschler – Pierce ügyész
- Javon Johnson – Davies nyomozó
- J. Alphonse Nicholson – Junior
- Don A. King – Dr. Koppel
- Vincent J. Hooper – Ivory Boyd
- Jenna Kanell – Cara
- Dennis Haysbert – Mr. Terry